# مقاطعة سلوب (داكوتا الشمالية)
سلوب (بالإنجليزية: Slope)‏ هي إحدى مقاطعات ولاية داكوتا الشمالية في الولايات المتحدة الأمريكية.